# Segunda División de Egipto
La Segunda División de Egipto (en árabe: دوري القسم الثاني المصري‎), fue una liga de fútbol semiprofesional egipcia que representó el segundo nivel del sistema de ligas de fútbol egipcio hasta 2023. Fue administrada por la Asociación Egipcia de Fútbol. Estaba por debajo de la principal liga profesional del país, la Liga Premier de Egipto, y por encima de la liga regional Tercera División de Egipto.
La liga se reformó en 1977 y constaba de varios grupos que cubrían diferentes partes de Egipto, y el ganador de cada grupo obtenía el ascenso automático a la Liga Premier de Egipto o ganaba un lugar en los play-offs de ascenso, dependiendo del número de grupos.
En agosto de 2022, la EFA anunció que la liga se aboliría tras la conclusión de la temporada 2022-23, y se crearían dos nuevas ligas profesionales y semiprofesionales, llamadas Segunda División Egipcia A y Segunda División Egipcia B, respectivamente, que comenzarían a partir de la temporada siguiente.
La competición se disolvió oficialmente el 9 de julio de 2023, una vez concluida la fase de play-off de la temporada 2022-23.

## Temporadas anteriores

### Equipos ascendidos (de Segunda División a Liga Profesional)
| Año     | Grupo A                   | Grupo B                 | Grupo C               |
| ------- | ------------------------- | ----------------------- | --------------------- |
| 2003-04 | Asyut Cement              | El-Gaish                | Suez Cement SC        |
| 2004-05 | Al Aluminium SC           | El-Mokawloon El-Arab SC | El Koroum SC          |
| 2005-06 | Petrojet SC               | Olympic Club            | Asyut Petroleum SC    |
| 2006-07 | Al Aluminium SC           | Telecom Egypt SC        | Baladeyet El-Mahalla  |
| 2007-08 | Asyut Petroleum SC        | Ittihad El Shorta SC    | Olympic Club          |
| 2008-09 | El Gouna FC               | El Entag El Harby SC    | El Mansoura SC        |
| 2009-10 | Misr Lel Makkasa SC       | Wadi Degla SC           | Smouha SC             |
| 2010-11 | El Dakhleya SC            | Ghazl El-Mehalla SC     | Telephonat Bani Sweif |
| 2011-12 | No hubo competición       | No hubo competición     | No hubo competición   |
| 2012-13 | El Qanah FC               | El Minya SC             | El Raja SC            |
| 2013-14 | No hubo competición       | No hubo competición     | No hubo competición   |
| 2014-15 | Ala'ab Damanhour SC       | Alassiouty Sport        | Al Nasr SC            |
| 2015-16 | Ghazl El-Mehalla SC       | Aswan SC                | El Entag El Harby SC  |
| 2016-17 | Alassiouty Sport          | Al Nasr SC              | El Raja SC            |
| 2017-18 | El Gouna FC               | Nogoom FC               | Haras El Hodoud SC    |
| 2018-19 | Aswan SC                  | FC Masr                 | Tanta SC              |
| 2019-20 | National Bank of Egypt SC | Ceramica Cleopatra FC   | Ghazl El Mahalla SC   |
| 2020-21 | Eastern Company SC        | Coca-Cola FC            | Pharco FC             |
| 2021-22 | Aswan SC                  | El Dakhleya SC          | Haras El Hodoud SC    |
| 2022-23 | El Gouna FC               | ZED FC                  | Baladeyet El-Mahalla  |